# Filip Eisenberg
Filip Pinkus Eisenberg (ur. 19 sierpnia 1876 w Krakowie, zm. 18 lipca 1942 w Bełżcu) – polski lekarz bakteriolog.

## Życiorys
Syn kupca Adolfa (Abrahama) Eisenberga i Estery ze Spirów. Po nauce w krakowskim III Gimnazjum studiował medycynę na Uniwersytecie Jagiellońskim, uzyskując tytuł doktora wszech nauk lekarskich w 1899 roku. Uzupełniał studia w Wiedniu u Richarda Paltaufa, a od 1901 do 1902 roku był asystentem w Katedrze Higieny UJ u Odona Bujwida. W późniejszych latach pracował naukowo w paryskim Instytucie Pasteura pod kierunkiem Ilii Miecznikowa i w Katedrze Higieny Uniwersytetu we Wrocławiu u Richarda Pfeiffera. Od 1919 do 1920 roku kierował Wojskowym Szpitalem Zakaźnym w Warszawie. W latach 1933–1939 był dyrektorem Państwowej Stacji Bakteriologicznej w Krakowie, a następnie do roku 1941 kierował Zakładem Mikrobiologii Instytutu Medycznego we Lwowie. Członek towarzystwa walki z alkoholizmem „Eleuterya”, należał do komitetu redakcyjnego wydawanego przezeń czasopisma „Wyzwolenie”. Członek korespondent Polskiej Akademii Umiejętności (1933).
Podczas okupacji niemieckiej aresztowany i osadzony w getcie krakowskim (lub lwowskim), stamtąd przewieziony do obozu zagłady w Bełżcu, gdzie został zamordowany.
Żonaty z Marią Zyssner.
W Krakowie uchwałą Prezydium Rady Narodowej m. Krakowa z 31 kwietnia 1951 ulica Grunwaldzka Boczna w dzielnicy Grzegórzki otrzymała nową nazwę ulica Filipa Eisenberga.

## Dorobek naukowy
Zainteresowania naukowe Eisenberga dotyczyły serodiagnostyki i chemioterapii. Był autorem ponad stu prac naukowych. Wprowadził do polskiej medycyny pojęcie immunochemii.

## Wybrane prace
- Untersuchungen über die Agglutination[5], 1902
- Badania nad strącaniem się ciał białkowatych pod wpływem swoistych precypityn. Cz. 1. Rozprawy Wydz. Matematyczno-Przyrodniczego Akad. Umiejęt. 42 Ser. B.[6], 1902
- O pokrewieństwie różnych typów bakteryi czerwonkowych. Przegląd Lekarski 43, 1904
- Badania nad teoryą zakażenia. Przegląd Lekarski 47, 1908
- Próba mianownictwa polskiego w nauce o odporności i w układzie bakteryi. Krytyka Lekarska 11, 1907
- Über Fettfärbung. Farbchemische und histologisch-technische Untersuchungen[7]. 1910
- O zakażeniu bezobjawowem. Polska Gazeta Lekarska. 14 (32 i 33)[8], 1935
- O swoistych działaniach bakteriobójczych. Cz. 11, Toksyczność a tworzenie soli i rozpuszczalność w lipoidach. Sprawozdania Polskiej Akademji Umiej. 41 (8)[9], 1936
- O swoistych działaniach bakteriobójczych. Cz. 15, Budowa chemiczna a swoistość bakteriobójcza gramowa. Sprawozdania Polskiej Akademji Umiej. 41 (8)[10], 1936